# منطقه حفاظت‌شده کوه هماگ
منطقهٔ حفاظت‌شدهٔ کوه هماگ یک منطقهٔ حفاظت‌شده با مساحت ۱۰۱۰۷۲ هکتار است که در استان هرمزگان در ایران قرار دارد. این منطقهٔ حفاظت‌شده طبق مصوبهٔ شمارهٔ ۷۸۹ در تاریخ ۹۹/۱۱/۰۶ در فهرست مناطق تحت حفاظت سازمان محیط زیست ایران قرار گرفت.